# 女真語
女真语是古代女真人在10世纪到15世纪初使用的民族语言，女真语属于满-通古斯语系古代语言，是满语的祖语。女真语的三大主要来源，即源于突厥语、契丹语、源于古代蒙古语和中古蒙古语。鄂温克语和满语都是由肃慎语—女真语演变而来。

## 文字
女真原没有文字，只是借用契丹文字。金太祖命完颜希尹和叶鲁制女真字。天辅三年(1119)八月，字书成。现存女真文是在汉字和契丹文基础上，采用加笔、变形等方式创制而成的，女真文与汉字和契丹字的关系大体是意字取义，音字取音。女真文作为金国国书主体文字，在一段时期裡，曾与契丹文、汉文同时并用，尤其是在符牌、诰命、程文和宣敕上广为应用，并以女真文撰修国史、译述汉文经典。被译为女真语的汉语文献没有保留下来。现存的女真文文本量很少。金太宗吴乞买时，设立女真字学校，教授女真字。金世宗完颜雍时，曾立女真进士科以升擢选官。
女真语最重要的语料之一在1185年（金世宗大定二十五年）刻立的大金得勝陀頌碑背面。它显然是碑正面汉语文本的女真语对应。:228–229
其他还有些女真文铭文，比如1950年代在蓬莱市发现的奧屯良弼餞飲碑。它以汉语七言律诗的格式书写了女真文。推测不选更贴近女真民间文学的格式是汉语文学对受教育女真人的影响。

## 明代女真语词典
对今日女真语语言学研究最有用的资料是明朝四夷馆和會同館编写的两部词典:xix–:xix–:255–。:90–98及余书大部
直到19世纪晚期都没有发现《华夷译语》的女真文版本，1896年葛禄伯发现并研究了女真文版本。后来日本和中国也继续着相关研究。正是这本词典，第一次使得女真语的严谨研究成为可能。这本词典的双语译注主要以女真文和对应的中文译名为主。:90–95
会同馆的词表在1910年首次为西方所知，1912年杨守敬向L. Aurousseau提供了一份有女真文章节的手稿。:96这个词典在结构上和会同馆词典很像，但只给出了女真语词汇的“音韵”转写，没有女真文。:688
它的创制时间不能明确界定；一些学者认为它的编写可能早至1601年甚至15世纪晚期；:99–100康丹在1989年出版的对它的分析推测，基于女真词汇转写成汉字的方式，它可能在16世纪前半写成。:129
两本词典记录的女真语非常相似，可被视作是女真语的晚期形式，或满语的早期形式。
据现代研究者所说，两本词典均由四夷馆和会同馆的工作人员编写，他们并不精通女真语。两本词典的编者显然不熟悉女真语语法。

## 汉语文本中的女真语词汇
在铭文和一两份幸存的女真文手稿外，以汉字记录的重要信息出现在：:38–41
- 《金国语解》 （页面存档备份，存于）中的125个女真语词汇，是《金史》的附录。[15]:383–伟烈亚力将词表译成英语和满语。[16]:lxxvi–[17]:lxxvi–

- 《金史》中的女真人名和词汇。
- 1234年宇文懋昭所编的《大金国志》的女真语附录。

《满洲源流考》有《金史》第135卷女真词汇的转写考辨– （页面存档备份，存于），在第18卷以满语考订了它们– .
金朝将女真语称为“国语”，清朝满语、元朝蒙古语、辽朝契丹语和北魏鲜卑语也是如此。

## 女真语音系

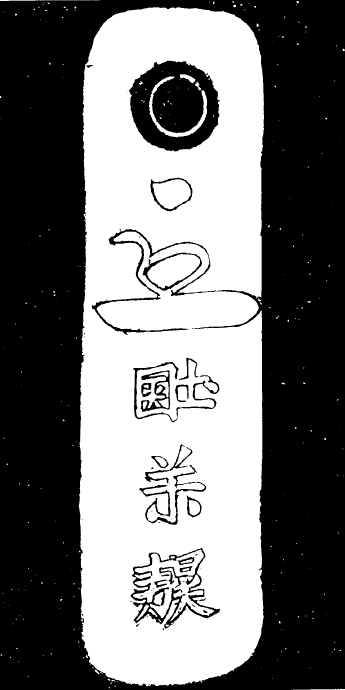
银质金代铭牌，上书“gurun ni xada-xun”，意为“国家的信任”

宋元女真语语音的辅音系统，概有双唇音p、b、m，舌尖擦音s，舌尖塞音t、d，舌尖鼻音n，舌尖边音l，颤音r，舌叶音č、j、š，舌根音k、g、h、ŋ，小舌音q、γ，半元音y、w；元音系统有单元音a、o、u、i、e；二合元音ai、ei、au、ui、ia、ie、io、oi。女真语名词、形容词词缀-n。 女真语最初使用女真文，后来这种文字渐渐消亡。元朝之后，女真语中融入了大量蒙古语外来词。女真语名词有10个格，有音节式、辅音式两种复数后缀。

### 輔音
|                |            | 唇音   | 齿龈音 | 舌叶音 | 舌根音 | 小舌音 |
| -------------- | ---------- | ------ | ------ | ------ | ------ | ------ |
| 鼻音           | 鼻音       | m /m/  | n /n/  |        | ŋ /ŋ/  |        |
| 塞音 及 塞擦音 | 送气清音   | p /pʰ/ | t /tʰ/ | č /ʧʰ/ | k /kʰ/ | q /qʰ/ |
| 塞音 及 塞擦音 | 不送气清音 | b /p/  | d /t/  | j /ʧ/  | g /k/  | γ /q/  |
| 擦音           | 擦音       |        | s /s/  | š /ʃ/  | h /x/  |        |
| 顫音           | 顫音       |        | r /r/  |        |        |        |
| 近音           | 近音       | w /w/  | l /l/  | y /j/  |        |        |

### 元音
| 元音     | 音位                           |
| -------- | ------------------------------ |
| 单元音   | a、o、u、i、e                  |
| 二合元音 | ai、ei、au、ui、ia、ie、io、oi |

## 女真语和满语的关系
女真语是滿語的祖語。 女真语的复数后缀根据其语音形式可以分作两类，一类属于音节式的-sa/-s/-si；一类属于辅音式的-l/-r。与女真语-sa/-s同属一类的有满洲语-sa/-s/-so，-so不见于现存女真大字石刻中。满洲语的-si与女真语的-si相对应，满洲语的-ta/-t，在现存女真大字石刻中尚未出现。女真语的名词共有10个格，其中主格除在从句以外，其他场合皆以零形式出现，这一点与满洲语相同。主格以外的九个格皆用专门的表音字予以表示，多数格后缀具有和谐变体。清朝建立后，女真语彻底被满语替代。